# Pantufo
Pantufo è un centro abitato dello Stato africano di São Tomé e Príncipe, situato sull'isola di São Tomé.